# William Sidney Mount

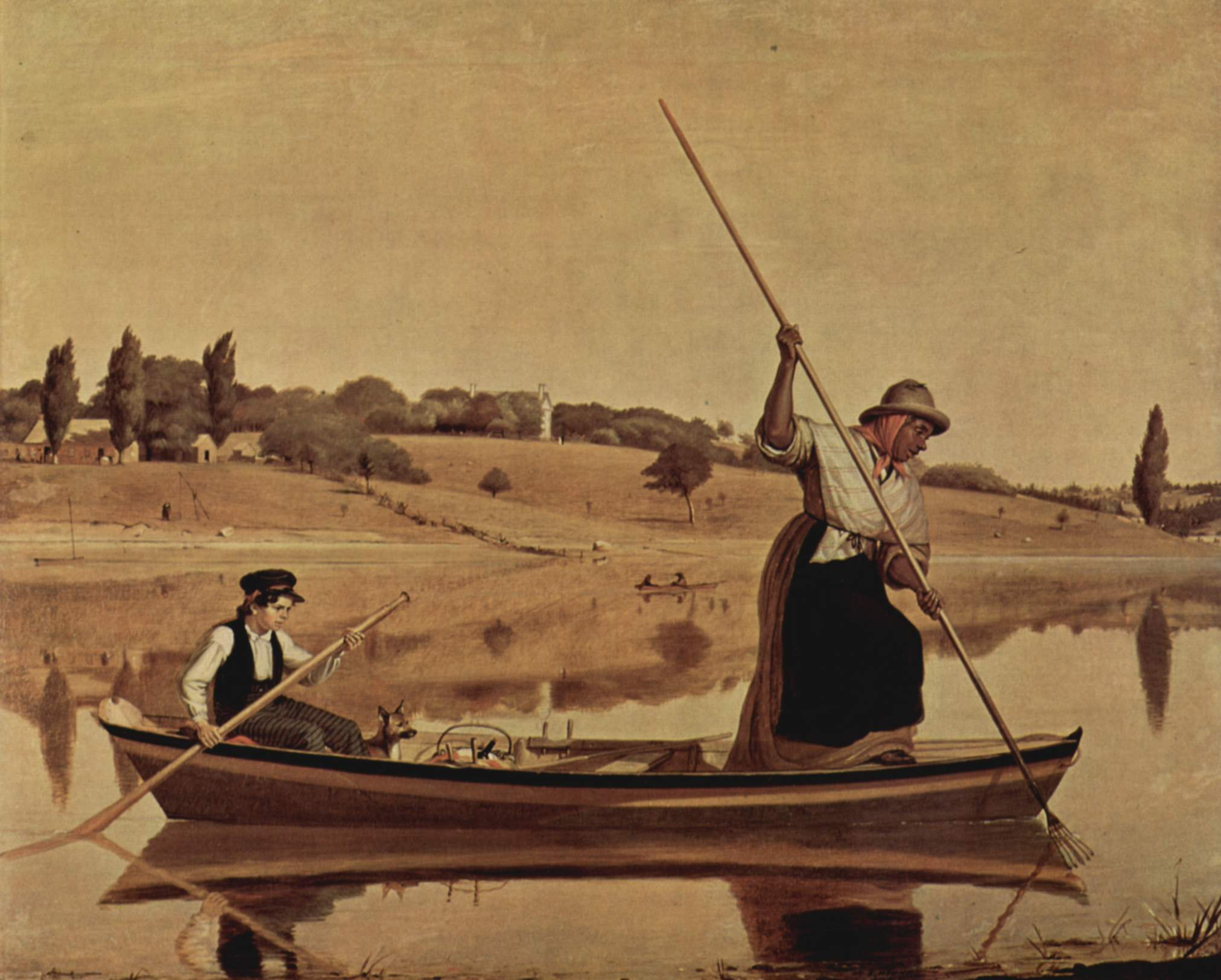
Łowienie węgorzy w Setauket, 1845

William Sidney Mount (ur. 26 listopada 1807 w Setauket na Long Island, zm. 19 listopada 1868 tamże) – amerykański malarz wiejskich scen rodzajowych i portretów.
Początkowo uczył się w warsztacie brata, który zajmował się malowaniem szyldów. W 1826 rozpoczął studia w National Academy of Design i pragnął zostać malarzem scen historycznych i portretów. Po powrocie na Long Island zainteresował się malarstwem rodzajowym, które przyniosło mu uznanie krytyków. W 1831 został członkiem stowarzyszonym National Academy of Design, pełne członkostwo uzyskał już rok później.
William Sidney Mount malował przede wszystkim sceny z życia wsi na Long Island. Przedstawiał życie prostych ludzi podczas pracy i zabawy. Był uważnym obserwatorem natury, jego obrazy pełne są efektów świetlnych i stanowią obecnie cenny materiał faktograficzny ilustrujący życie w XIX-wiecznych Stanach Zjednoczonych. Jako jeden z pierwszych amerykańskich malarzy życzliwie przedstawiał Afroamerykanów. Krytycy sztuki dopatrują się inspiracji artysty w dziełach XVII-wiecznych mistrzów i pracach szkockiego malarza Davida Wilkie. Pewien wpływ na jego twórczość mogły mieć również oparte na transcendentalizmie poglądy filozofa Ralpha W. Emersona.
Artysta malował stosunkowo niewiele, był słabego zdrowia, pozostawił po sobie ok. 200 obrazów, które obecnie rozproszone są głównie w kolekcjach prywatnych. Największe zbiory jego prac posiada Long Island Museum of American Art, History, and Carriages.